# ماریتامپونا
ماریتامپونا (به لاتین: Maritampona) یک منطقهٔ مسکونی در ماداگاسکار است که در Fenoarivobe واقع شده‌است.
 ماریتامپونا  ۱۱٬۰۰۰ نفر جمعیت دارد و ۱٬۰۰۳ متر بالاتر از سطح دریا واقع شده‌است.